# Rhododendron sherriffii
Rhododendron sherriffii är en ljungväxtart som beskrevs av John Macqueen Cowan. Rhododendron sherriffii ingår i släktet rododendron, och familjen ljungväxter. Inga underarter finns listade i Catalogue of Life.